# Zelandobius edwardsi
Zelandobius edwardsi är en bäcksländeart som beskrevs av Mclellan 2008. Zelandobius edwardsi ingår i släktet Zelandobius och familjen Gripopterygidae. Inga underarter finns listade i Catalogue of Life.